# فرودگاه صخره کوچک ملی
فرودگاه صخره کوچک ملی (به انگلیسی: Little Rock National Airport) (به زبان بومی: Adams Field) یک فرودگاه همگانی بهره‌برداری هوایی (۲۰۰۵) با کد یاتا LIT است که یک باند فرود بتن دارد و طول باند آن ۲۵۲۲ متر است. این فرودگاه در شهر لیتل راک، آرکانزاس کشور ایالات متحده آمریکا قرار دارد و در ارتفاع ۸۰ متری از سطح دریا واقع شده است.

## شرکت‌های هواپیمایی و مقصدهای پروازی

### مسافری
| شرکت‌های هواپیمایی                             | مقصدهای پروازی                                                                                    |
| --------------------------------------------- | ------------------------------------------------------------------------------------------------- |
| الیجنت ایر                                    | اورلندو سنفورد فصلی: لس‌آنجلس                                                                      |
| امریکن ایگل                                   | شارلوت داگلاس، اوهر شیکاگو، دالاس-فورت ورث                                                        |
| دلتا ایرلاینز                                 | هارتسفیلد-جکسون آتلانتا                                                                           |
| دلتا کانکشن                                   | هارتسفیلد-جکسون آتلانتا، متروپولیتن شهرستان وین دیترویت                                           |
| GLO Airlines اجرا توسط کورپوریت فلایت منیچمنت | لوئیز آرمسترانگ نیو اورلنان فصلی: منطقه‌ای نورث‌وست (all service suspended effective ۱۵ ژوئیه ۲۰۱۷) |
| ساوت‌وست ایرلاینز                              | دالاس لاو، مک‌کاران، لامبرت-ست لوی فصلی: فینکس اسکای هاربر                                         |
| یونایتد اکسپرس                                | اوهر شیکاگو، دنور، جرج بوش                                                                        |

### باری
| Airline         | Destinations                                            |
| --------------- | ------------------------------------------------------- |
| یوپی‌اس ایرلاینز | لوئیویل، ویل راجرز، لوبوک پرستون اسمیت، منطقه‌ای شروپورت |

#### Other cargo services
- دی‌اچ‌ال اوییشن
- فدکس اکسپرس